# John Clive Ward
John Clive Ward (East Ham, 1º agosto 1924 – Victoria, 6 maggio 2000) è stato un fisico australiano naturalizzato inglese.
Fellow della Royal Society, ha introdotto l'identità di Ward-Takahashi, conosciuta anche come "identità di Ward" (sia al singolare sia al plurale). Andrej Dmitrievič Sacharov ha detto che Ward è stato uno dei "giganti" dell'elettrodinamica quantistica. Ha dato contributi significativi alla fisica dello stato solido quantistica, alla meccanica statistica e al modello di Ising.
Ward è stato uno degli autori del Modello standard delle interazioni delle particelle di gauge: i suoi contributi sono stati pubblicati in una serie di articoli di cui è stato coautore con Abdus Salam. È anche accreditato come uno dei primi sostenitori dell'uso dei diagrammi di Feynman. È stato detto che i fisici hanno utilizzato i suoi principi e sviluppi "spesso senza saperlo, e generalmente senza citarlo".
Nel 1955, Ward fu assunto presso l'Atomic Weapons Research Establishment ad Aldermaston, dove ha ricavato indipendentemente una versione del progetto di Teller-Ulam, per il quale è stato chiamato il "padre della bomba H britannica".

## Primi anni di vita
John Clive Ward è nato a East Ham, Londra, il 1 agosto 1924. Era il figlio di Joseph William Ward, un funzionario pubblico che lavorava all'Inland Revenue (Agenzia delle entrate britannica), e di sua moglie Winifred Palmer, un'insegnante. Aveva una sorella, Mary Patricia. Ha frequentato la Chalkwell Elementary School e la Westcliff High School for Boys. Nel 1938 vinse una borsa di studio di 100 £ al Bishop Stortford College. Ha sostenuto l'esame per l'Higher School Certificate nel 1942, ricevendo distinzioni in matematica, fisica, chimica e latino, ed è stato offerto una borsa di studio post-master al Merton College di Oxford.
Anche se all'epoca infuriava la seconda guerra mondiale, Ward non fu arruolato e riuscì a completare con lode il suo Bachelor of Arts in scienze ingegneristiche, studiando matematica sotto John Whitehead e Edward Charles Titchmarsh. Ricevette una borsa di studio dall'Harmsworth Trust e nell'ottobre 1946, a guerra finita, si assicurò un posto come assistente laureato di Maurice Pryce, che era stato recentemente nominato professore di fisica teorica a Oxford.

## Contributi scientifici

### Entanglement quantistico
Nel 1947, Ward e Pryce pubblicarono un articolo su Nature, in cui furono i primi a calcolare e utilizzare ampiezze di probabilità per la polarizzazione di una coppia di fotoni entangled che si muovono in direzioni opposte. Per le polarizzazioni x e y, il calcolo di Ward ha portato a questa ampiezza di probabilità:
{\displaystyle \left|\psi \right\rangle =(\left|x,y\right\rangle -\left|y,x\right\rangle )}
che può essere normalizzata come:
{\displaystyle \left|\psi \right\rangle ={1 \over {\sqrt {2}}}(\left|x\right\rangle _{1}\left|y\right\rangle _{2}-\left|y\right\rangle _{1}\left|x\right\rangle _{2})}
Questo può essere usato per ricavare la correlazione delle polarizzazioni quantistiche dei due fotoni. La loro previsione è stata confermata sperimentalmente da Wu Jianxiong e I. Shaknov nel 1950. Questa è stata la prima conferma sperimentale di una coppia di fotoni entangled applicabile al paradosso di Einstein-Podolsky-Rosen. Il risultato è stato successivamente spiegato da Richard Dalitz e Frank Duarte. Seguendo apparentemente la dottrina di Dirac, Ward non si è mai occupato dei problemi legati all'interpretazione della meccanica quantistica.
Con la sua borsa di studio Harmsworth in scadenza e vedendo poche prospettive a Oxford, Ward ha risposto a un annuncio di lavoro dell'Università di Sydney. Gli fu offerto un posto, ma quando arrivò, scoprì che era per un tutor, e non per un lettore (lecturer). Ha quindi trascorso l'anno, quindi è tornato a Oxford per completare la sua tesi di dottorato di ricerca (D.Phil.) su "Alcune proprietà delle particelle elementari". Ward si aspettava che la sua tesi, un'elaborazione del suo articolo del 1947, sarebbe stata facilmente approvata dall'esaminatore esterno, Nicholas Kemmer, ma all'ultimo minuto il posto di Kemmer fu preso da Rudolf Peierls, che bocciò il lavoro di Ward. Solo dopo una forte discussione con l'esaminatore interno, J. de Witt, la tesi è stata accolta.

### Identità di Ward
Pryce fece in modo che Ward ricevesse un premio dal Dipartimento di ricerca scientifica e industriale (DSIR) per due anni. Fu allora che sviluppò l'identità di Ward-Takahashi, originariamente conosciuta come "identità di Ward". Questo risultato dell'elettrodinamica quantistica era stato ispirato da una congettura di Freeman Dyson, ed è stato divulgato in una lettera di mezza pagina, tipica dello stile succinto di Ward. Nel loro libro Quantum Electrodynamics, Walter Greiner e Joachim Reinhardt affermano nella loro discussione sulla rinormalizzazione della carica: "l'identità di Ward ha un significato molto più fondamentale: assicura l'universalità dell'interazione elettromagnetica". Nel suo libro The Infinity Puzzle, Frank Close ha scritto: "Le identità di Ward sono le fondamenta su cui poggia l'intero edificio della rinormalizzazione".
Nel 1950, la borsa di studio DSIR di Ward stava volgendo al termine. Pryce era diventato professore in visita presso l'Institute for Advanced Study di Princeton nel New Jersey, e i colleghi di Ward, PT Matthews e Abdus Salam, erano membri in visita lì nell'anno accademico 1950-1951. Attraverso di loro, è stato in grado di assicurarsi una membership di $ 3.000 per l'anno accademico 1951-1952. Fu a Princeton che conobbe il modello di Ising e conobbe Mark Kac della Cornell University, con il quale avrebbe collaborato a una soluzione esatta del modello di Ising utilizzando un metodo combinatorio. Il suo lavoro congiunto con Kac sul modello di Ising ha dato origine a quello che ora viene chiamato l'operatore Kac-Ward. Quando terminò la sua membership, lavorò per i Bell Laboratories nel 1952 e nel 1953. Ha poi accettato un'offerta di una docenza presso l'Università di Adelaide da Bert Green, dove ha lavorato per un anno prima di prendere un'altra membership presso l'Institute for Advanced Study.

### Modello standard

Il teorema di Luttinger (introdotto da JM Luttinger e Ward) mette in relazione la densità delle particelle di un liquido di Fermi con il volume della sua superficie di Fermi.

Ward lasciò il programma britannico della bomba all'idrogeno e trovò lavoro in un'azienda di elettronica in California. Più tardi, nel 1956, Elliott Montroll gli offrì una cattedra in visita presso l'Università del Maryland. Notando un recente articolo di Keith Brueckner e Murray Gell-Mann sull'energia dello stato fondamentale di un gas di elettroni, Ward ha tenuto una conferenza in cui ha proposto un approccio diverso. Montroll riconobbe che questa era la teoria di Debye-Hückel. Nelle settimane successive, Ward ricordò in seguito: "Siamo riusciti non solo a produrre un'estensione definitiva di una teoria precedentemente puramente classica, ma anche a stabilire le regole per il trattamento diagrammatico dei problemi nella meccanica statistica quantistica, regole che ora sono il pane e burro dei calcoli moderni."
Poco dopo, i fisici furono scossi dalla notizia che Wu Jianxiong e il suo gruppo avevano dimostrato sperimentale nell'esperimento di Wu che la parità non si conserva nelle interazioni deboli. Questo ha ispirato Ward a considerare di nuovo la fisica delle particelle. Insieme a molti altri, comincia a studiare come la teoria di gauge potrebbe essere applicata alla teoria del decadimento beta di Fermi. Ward divenne uno degli autori del Modello standard delle interazioni tra particelle di gauge; i suoi contributi sulle interazioni elettromagnetiche e deboli sono stati pubblicati in una serie di articoli di cui è stato coautore con Abdus Salam. Ward scrisse una nota ad Abdus, informandolo che Albert Einstein si sarebbe "girato nella tomba", presumibilmente in senso orario.
I contributi di Salam e Ward al modello standard sono stati utilizzati nello sviluppo della struttura teorica del bosone di Higgs. Ward ha anche dato contributi alla meccanica quantistica, teoria dei fermioni, fisica dello stato solido quantistica, e meccanica statistica e il modello di Ising.

## Aldermaston
Nel 1955, Ward fu reclutato da William Cook per lavorare al programma britannico di bombe all'idrogeno presso l'Atomic Weapons Research Establishment ad Aldermaston. Il governo britannico aveva deciso che aveva bisogno di bombe all'idrogeno, ed era compito di Aldermaston progettarne una. Cook era stato incaricato del progetto nel settembre 1954. Ward era l'unico fisico teorico ad Aldermaston; il regista, William Penney, pur essendo un fisico, era un esperto di idrodinamica e strumentazione. Penney non era felice che Ward lo costringesse, ei due non andavano d'accordo. John Corner ha ricordato che Ward non si era adattato ad Aldermaston.
La conoscenza britannica dei progetti termonucleari era limitata al lavoro svolto dal Progetto Manhattan in tempo di guerra: Classic Super di Edward Teller, e un progetto del 1946 di John von Neumann e Klaus Fuchs. Tutto ciò che si sapeva per certo del progetto americano della bomba all'idrogeno era che aveva più fasi. "Mi fu assegnato", ricordò in seguito Ward, "l'improbabile compito di scoprire il segreto dell'invenzione di Ulam-Teller [...] un'idea geniale ben oltre i talenti del personale di Aldermaston, un fatto ben noto sia a Cook che a Penney."
Dopo aver elaborato un gran numero di proposte, Ward ha trovato un progetto praticabile che incorporava più fasi. In una riunione del 2 dicembre 1955, Ward lo disegnò alla lavagna. La risposta di Penny è stata fredda, considerandola troppo complicata, ma Cook l'ha ritenuta di valore. Sebbene il progetto di Ward non fosse quello adottato alla fine per le bombe all'idrogeno utilizzate nell'operazione Grapple, il concetto era influente, e lo sviluppo di un design più avanzato di quello che avevano gli americani sarebbe stata la chiave per raggiungere l'obiettivo generale del progetto: una ripresa della relazione speciale nucleare con gli americani. È stato chiamato il "padre della bomba H britannica".

## Università Macquarie
Dopo il Maryland, Ward ha cercato un nuovo lavoro. Pensava di averne trovato uno all'Università di Miami in Florida, ma gli fu negato il ruolo e se ne andò nel 1959. Ha poi assicurato una posizione alla Università Carnegie Mellon di Pittsburgh, in Pennsylvania, ma lì era infelice. Ha fatto domanda ancora una volta per un anno di appartenenza all'Institute for Advanced Study ed è stato accettato per la terza volta. Theodore H. Berlin gli offrì quindi una posizione alla Johns Hopkins University nel 1961. Rimase fino al 1966, quando rispose a un annuncio per un professore di matematica alla Università Victoria di Wellington in Nuova Zelanda. Gli amici australiani erano sbalorditi dal fatto che qualcuno avrebbe scelto la Nuova Zelanda piuttosto che l'Australia, e nel 1967 divenne professore di fisica alla Macquarie University di Sydney. Ha rifiutato le offerte di Oxford e Cambridge. Alla fine è diventato un cittadino australiano.
Nel 1967 ha creato il programma di fisica alla Macquarie University utilizzando le Feynman Lectures on Physics come libri di testo primari. Questo programma aveva una forte enfasi sperimentale e lo stesso Ward (che originariamente era stato addestrato come ingegnere) "aveva una grande ammirazione per tutto ciò che era pratico". È considerato uno dei pionieri nell'uso dei diagrammi di Feynman e nella diffusione del loro uso in Australia. Alla fine degli anni '70 Ward partecipò, con Frank Duarte, al riuscito movimento di riforma della scienza Macquarie, e considerò questo un "risultato più importante". Il segno più visibile è stato che l'università ha accettato di presentare diplomi di Bachelor of Science (BSc) anziché solo di Bachelor of Arts (BA), i primi sono più apprezzati dagli studenti e dai luoghi di lavoro in Australia.

## Vita privata e morte
Il numero totale di articoli pubblicati da Ward era solo di circa 20, un fatto che riflette un forte senso di autocritica. Era anche critico nei confronti di quelle che chiamava "fabbriche di dottorato" ed esprimeva scetticismo nei confronti dell'importanza attribuita all'avere un gran numero di citazioni. Non ha mai supervisionato studenti laureati. Sebbene non abbia mai ricevuto il Premio Nobel per la fisica, ha ricevuto alcuni riconoscimenti significativi, tra cui la Medaglia Guthrie e la Medaglia Dirac nel 1981, il Premio Heineman nel 1982 e la Medaglia Hughes nel 1983 "per i suoi contributi altamente influenti e originali per la teoria quantistica dei campi, in particolare l'identità di Ward e la teoria Salam-Ward delle interazioni deboli". Divenne membro della Royal Society nel 1965. Ha un numero di Erdős pari a 2.
Andrej Sacharov ha affermato che Ward è stato uno dei "titani" dell'elettrodinamica quantistica insieme a Freeman Dyson, Richard Feynman, Julian Schwinger, Shin'ichirō Tomonaga e Gian Carlo Wick. A questo proposito è stato detto che i fisici si sono serviti dei suoi principi e dei suoi sviluppi «spesso senza saperlo, e in genere senza citarlo».
Oltre alla sua fisica, Ward suonava il pianoforte e il corno francese. È stato scapolo per la maggior parte della sua vita, ma è stato brevemente sposato negli Stati Uniti. Non aveva figli. Morì sull'isola di Vancouver, nella Columbia Britannica in Canada, il 6 maggio 2000, per una malattia respiratoria.